# Solpugiba lineata
Solpugiba lineata är en spindeldjursart som först beskrevs av Carl Ludwig Koch 1842.  Solpugiba lineata ingår i släktet Solpugiba och familjen Solpugidae. Inga underarter finns listade i Catalogue of Life.